# Classement mondial féminin de la FIH
Le Classement mondial féminin de la FIH est un système de classement pour les équipes nationales féminines de hockey sur gazon. Les équipes des nations membres de la Fédération internationale de hockey (FIH), l'instance dirigeante mondiale du hockey sur gazon, sont classées en se basant sur leurs résultats du match. Les classements ont été introduits en octobre 2003.

## Mode de calcul

### D'octobre 2003 à septembre 2019

#### Aperçu
Tous les matches reconnus par la FIH, y compris les matches de qualification et continentaux disputés au cours des quatre dernières années, sont inclus dans le calcul des points de classement. Cependant, les résultats passés seront déduits du pourcentage fixé par la FIH comme le montre le tableau ci-dessous:
| Année         | Pourcentage de points inclus |
| ------------- | ---------------------------- |
| Année 4       | 100%                         |
| Année 3       | 75%                          |
| Année 2       | 50%                          |
| Année 1       | 25%                          |
| Points totaux |                              |

#### Championnats continentaux
La FIH avait fixé des points de classement alloués pour tous les tournois continentaux. Cependant, un pourcentage de points différent pour chaque continent a soulevé des questions sur le système. Seule l'Europe avait une allocation complète de 100% de points pour toutes les classifications tandis que les autres n'avaient que quelques finisseurs avec une allocation complète de points. L'Afrique était le seul continent à ne pas avoir de tournois masculins ou féminins ayant une allocation complète de points, quels que soient les classements.

### Depuis janvier 2020
À partir du mois de janvier 2020, la FIH utilise la méthode Elo dans le but :
- d'ajuster l'équilibre des matches en donnant moins d'importance aux matches amicaux et plus d’importance aux matches de compétitions finales.
- d'exclure du calcul les points gagnés ou perdus lorsque le total du poids à calculer entre les deux équipes est supérieur à 1000 points.

Le calcul utilisé est le suivant : {\displaystyle P=PP+R*Po*I}
Utilisant les facteurs suivants :
- Les points de l'équipe avant le match (PP)

- Facteur d'importance du match (I)
  - 10 pour un match de Coupe du monde
  - 10 pour un match des Jeux olympiques
  - 6 pour un match de qualification pour la CM / les JO
  - 6 pour un match de compétition continentale
  - 5 pour un match de Ligue professionnelle
  - 4 pour un match des Jeux du Commonwealth
  - 3 pour un match de qualification pour la compétition continentale
  - 3 pour un match de compétition continentale II
  - 3 pour un match de Coupe des nations
  - 2 pour un tournoi sur invitation à trois équipes ou plus
  - 2 pour un match de compétition continentale III
  - 1 pour un match amical
  - 1 pour un match de compétition continentale IV
- Pondération du match (Po)
  - Dans le cas où il y a un gagnant, 1 moins la différence entre les points de l'équipe gagnante et perdante avant le match divisé par 1000{\displaystyle Po=1-{\frac {PP_{gagnant}-PP_{perdant}}{1000}}}
  - Dans le cas d'une égalité, 1 moins la différence entre les points de l'équipe la moins bien classée et la mieux classée avant le match divisé par 1000 {\displaystyle Po=1-{\frac {PP_{moins\,bien\,classee}-PP_{mieux\,classee}}{1000}}}
  - Si la différence entre les points des deux équipes était supérieure à 1000 avant le match, le facteur Po est limité à 2 si l'équipe la moins bien classée gagne, et à 0 si l'équipe la mieux classée gagne

- Résultat du match (R)
  - 10 point pour une victoire en temps réglementaire
  - 5 point pour une victoire aux tirs au but
  - 1 point pour un match nul, pour l'équipe initialement la moins bien classée
  - -1 point pour un match nul, pour l'équipe initialement la mieux classée
  - -5 point pour une défaite aux tirs au but
  - -10 point pour une défaite en temps réglementaire

#### Exemple
Dans cet exemple, l'équipe A affronte l'équipe B dans un match de compétition finale de la Coupe du monde: L'exemple est tiré du document officiel de la FIH
|                    | Victoire équipe A | Victoire équipe A | Match Nul | Match Nul | Victoire équipe B | Victoire équipe B | Victoire équipe A - Shoots-out | Victoire équipe A - Shoots-out | Victoire équipe B - Shoots-out | Victoire équipe B - Shoots-out |
| Équipe A           | Équipe B          | Équipe A          | Équipe B  | Équipe A  | Équipe B          | Équipe A          | Équipe B                       | Équipe A                       | Équipe B                       |                                |
| {\displaystyle PP} | 500               | 1000              | 500       | 1000      | 500               | 1000              | 500                            | 1000                           | 500                            | 1000                           |
| {\displaystyle R}  | 10                | -10               | 1         | -1        | -10               | 10                | 5                              | -5                             | -5                             | 5                              |
| {\displaystyle W}  | 1,5               | 1,5               | 1,5       | 1,5       | 0,5               | 0,5               | 1,5                            | 1,5                            | 0,5                            | 0,5                            |
| {\displaystyle I}  | 10                | 10                | 10        | 10        | 10                | 10                | 10                             | 10                             | 10                             | 10                             |
| Total              | +150,00           | -150,00           | +15,00    | -15,00    | -50,00            | +50,00            | +75,00                         | -75,00                         | -25,00                         | +25,00                         |
| {\displaystyle P}  | 650               | 850               | 515       | 985       | 450               | 1050              | 575                            | 925                            | 475                            | 1025                           |

## Top 30 actuel
Le classement mondial FIH, au 18 août 2025, s'établit comme suit :
| Classement | Équipe           | Score total | Confédération | +/- Positions |
| ---------- | ---------------- | ----------- | ------------- | ------------- |
| 1          | Pays-Bas         | 3682        | EUR           | en stagnation |
| 2          | Argentine        | 3221        | PAN           | en stagnation |
| 3          | Belgique         | 2963        | EUR           | en stagnation |
| 4          | Chine            | 2813        | ASI           | en stagnation |
| 5          | Australie        | 2724        | OCE           | en stagnation |
| 6          | Espagne          | 2677        | EUR           | 1             |
| 7          | Allemagne        | 2667        | EUR           | 1             |
| 8          | Angleterre       | 2466        | EUR           | en stagnation |
| 9          | Inde             | 2243        | ASI           | en stagnation |
| 10         | Nouvelle-Zélande | 2153        | OCE           | en stagnation |
| 11         | États-Unis       | 2074        | PAN           | 1             |
| 12         | Japon            | 2030        | ASI           | 1             |
| 13         | Irlande          | 1921        | EUR           | 2             |
| 14         | Écosse           | 1915        | EUR           | 1             |
| 15         | Chili            | 1901        | PAN           | 1             |
| 16         | Corée du Sud     | 1790        | ASI           | en stagnation |
| 17         | France           | 1642        | EUR           | 2             |
| 18         | Italie           | 1637        | EUR           | 1             |
| 19         | Uruguay          | 1636        | AFR           | 1             |
| 20         | Canada           | 1569        | PAN           | en stagnation |
| 21         | Biélorussie      | 1503        | EUR           | en stagnation |
| 22         | Russie           | 1492        | EUR           | en stagnation |
| 23         | Afrique du Sud   | 1442        | AFR           | en stagnation |
| 24         | Pays de Galles   | 1432        | EUR           | en stagnation |
| 25         | Malaisie         | 1404        | ASI           | en stagnation |
| 26         | Pologne          | 1297        | EUR           | en stagnation |
| 27         | Tchéquie         | 1253        | EUR           | en stagnation |
| 28         | Ukraine          | 1216        | EUR           | en stagnation |
| 29         | Mexique          | 1213        | PAN           | en stagnation |
| 30         | Thaïlande        | 1168        | ASI           | en stagnation |

## Leaders en fin d'année
| Féminin à la fin de chaque année | Féminin à la fin de chaque année |
| Année                            | Équipe                           |
| -------------------------------- | -------------------------------- |
| En cours                         | Pays-Bas                         |
| 2024                             | Pays-Bas                         |
| 2023                             | Pays-Bas                         |
| 2022                             | Pays-Bas                         |
| 2021                             | Pays-Bas                         |
| 2020                             | Pays-Bas                         |
| 2019                             | Pays-Bas                         |
| 2018                             | Pays-Bas                         |
| 2017                             | Pays-Bas                         |
| 2016                             | Pays-Bas                         |
| 2015                             | Pays-Bas                         |
| 2014                             | Pays-Bas                         |
| 2013                             | Pays-Bas                         |
| 2012                             | Pays-Bas                         |
| 2011                             | Argentine                        |
| 2010                             | Argentine                        |
| 2009                             | Pays-Bas                         |
| 2008                             | Pays-Bas                         |
| 2007                             | Pays-Bas                         |
| 2006                             | Pays-Bas                         |
| 2005                             | Pays-Bas                         |
| 2004                             | Pays-Bas                         |
| 2003                             | Pays-Bas                         |

| Classement féminin | Classement féminin |
| Année              | Équipe             |
| ------------------ | ------------------ |
| Pays-Bas           | 20                 |
| Argentine          | 2                  |